# Bavčer
Bavčer je priimek v Sloveniji, ki ga je po podatkih Statističnega urada Republike Slovenije na dan 1. januarja 2010 uporabljalo 28 oseb in je med vsemi priimki po pogostosti uporabe uvrščen na 10.804. mesto.

## Znani nosilci priimka
- Anton (Tone) Bavčer (1905—1944), planinec, član organizacije TIGR
- Jani Bavčer (*1948), grafični oblikovalec (oblikovalec vizualnih komunikacij)
- Martin Bavčer (1595—1668), pisatelj, humanist in  zgodovinar
- Nina Carnelutti Bavčer (1956—2021), grafična oblikovalka